# Paolo Mantegazza

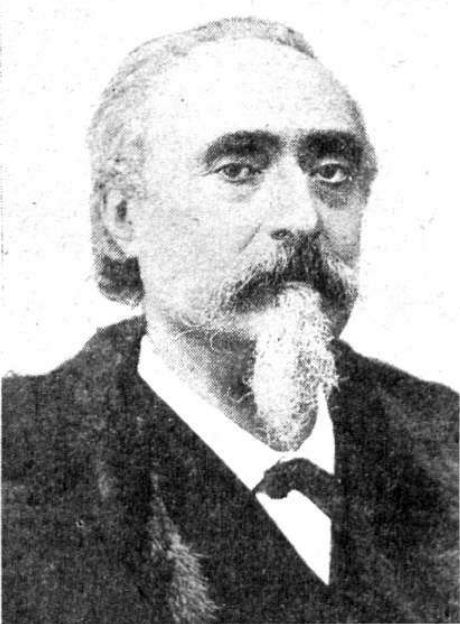
Paolo Mantegazza

Paolo Mantegazza (Monza, 31 de octubre de 1831 - San Terenzo, 28 de agosto de 1910) fue un médico, neurólogo, fisiólogo y antropólogo italiano, notable por haber aislado la cocaína de la coca, que utilizó en numerosos experimentos, investigando sus efectos anestésicos en humanos. También es conocido como escritor de ficción.

## Biografía
Se lo considera el fundador de la ciencia antropológica italiana. En 1854 viajó a Sudamérica y se radicó en la provincia de Salta, en la Argentina en donde vivió varios años yendo y viniendo permanentemente desde su patria natal. Su primera esposa, Jacoba Tejada, con quien convivió 34 años fue una argentina de una familia tradicional salteña .
Llegó al puerto de Buenos Aires a bordo del barco Camila muy poco después de recibirse de médico. Allí escribió valiosas observaciones publicadas en sus Cartas médicas y en su libro Viajes por el Río de la Plata y el interior de la Confederación Argentina sobre la flora, la fauna y las costumbres argentinas.
En 1857 fue contratado por  la Facultad de Matemáticas de Buenos Aires  para dictar la cátedra de Historia natural pero al año siguiente volvió a Italia.
En Florencia  fundó la primera cátedra italiana de antropología, un archivo, una Sociedad de Antropología y un Museo de Antropología. Luego vivió un tiempo en Milán. También fue el impulsor de la revista Archivio per l'Antropologia e la Etnologia, publicación periódica del Museo de Antropología de Florencia.
Fue contratado por la Facultad de Medicina de Pavía para dictar la cátedra de Patología general.
Enviudó a los 60 años y volvió a casarse con la condesa María Fatoni.

## Obras
- Mantegazza, P.: Las generaciones espontáneas,
- Mantegazza, P.: Cartas médicas sobre la América meridional, Buenos Aires 1949, editorial Coni
- Mantegazza, P.: Viajes por el Río de la Plata y el interior de la Confederación Argentina   Buenos Aires 1916, editorial Coni
- Mantegazza, P.: Fisiología del amor, Buenos Aires 1949, editorial Orientación Integral Humana
- Mantegazza, P.: Ricordi di Spagna e dell' America Spagnuola. Milano: Fratelli Treves, 1894.
- Mantegazza, P.: L'Anno 3000. Milano, 1897. (en italiano: Zipped RTF full text Archivado el 3 de marzo de 2016 en Wayback Machine. desde Nigralatebra, o HTML full text with concordance desde IntraText Digital Library).
- Mantegazza, P.: Un Giorno a Madera. (en italiano: HTML texto completo con concordancia desde IntraText Digital Library).
- Mantegazza, P.: Studi sui Matrimoni Consanguini. (en italiano: HTML texto completo con concordancia desde IntraText Digital Library).
- La correpondencia entre Darwin-Mantegazza. The Darwin Correspondence On-Line Database.